# Colombia Coldeportes
Colombia Coldeportes ist ein kolumbianisches Radsportteam mit Sitz in Bogotá.
Die Mannschaft wurde 2012 als Colombia-Comcel gegründet und nimmt als Continental Team an den UCI Continental Circuits teil. Manager ist Gustavo Villegas, der von den Sportlichen Leitern Oliverio Cardenas und Carlos Jaramillo unterstützt wird. Die Mannschaft fungiert als Farmteam für das Professional Continental Team Colombia, welches 2012 noch Colombia-Coldeportes hieß.
Ab der Saison 2014 fährt die Mannschaft unter dem Namen Colombia-Claro nur noch mit nationalem Status.

## Saison 2013

### Erfolge in der UCI America Tour
Bei den Rennen der UCI America Tour im Jahr 2013 gelangen dem Team nachstehende Erfolge.
| Datum           | Rennen                                             | Kat. | Fahrer               |
| --------------- | -------------------------------------------------- | ---- | -------------------- |
| 20. April       | Kolumbianische Meisterschaft – Straßenrennen (U23) | CN   | Rónald Gómez         |
| 6. November     | 6. Etappe Vuelta a Bolivia                         | 2.2  | Rodrigo Contreras    |
| 8. November     | 8. Etappe Vuelta a Bolivia                         | 2.2  | Javier Eduardo Gómez |
| 1.–10. November | Gesamtwertung Vuelta a Bolivia                     | 2.2  | Salvador Moreno      |

### Zugänge – Abgänge
| Zugänge             | Team 2012                                     | Abgänge         | Team 2013                      |
| ------------------- | --------------------------------------------- | --------------- | ------------------------------ |
| Juan Pablo Forero   | Colombia-Coldeportes                          | Jaime Castañeda | EPM-UNE                        |
| Luis Felipe Laverde | Colombia-Coldeportes                          | Stiver Ortiz    | EPM-UNE                        |
| Javier Gómez        | EPM-UNE                                       | Álvaro Duarte   | Aguardiente Néctar             |
| Sebastián Henao     | Gobernación de Antioquia-Indeportes Antioquia | Diego Calderón  | Coltejer-Alcaldía de Manizales |
| Daniel Jaramillo    | Gobernación de Antioquia-Indeportes Antioquia | Mauricio Ardila | FLA-Lotería de Medellín        |
| Cristian Montoya    | Gobernación de Antioquia-Indeportes Antioquia | Félix Barón     | Formesan-Bogotá Humana         |
| Julián Rodas        | Gobernación de Antioquia-Indeportes Antioquia | Marlon Pérez    | GW Shimano                     |
| Julián Atehortúa    | Gobernación de Antioquia-Indeportes Antioquia | Alexis Camacho  | Unbekannt                      |
| Rodrigo Contreras   | Neoprofi                                      | José Cordero    | Unbekannt                      |
| Fernando Gaviria    | Neoprofi                                      | Carlos Martínez | Unbekannt                      |
| Salvador Moreno     | Neoprofi                                      |                 |                                |
| Kevin Ríos          | Neoprofi                                      |                 |                                |

### Mannschaft
| Name                  | Geburtstag       | Nationalität | Team 2014                                                                                 |
| --------------------- | ---------------- | ------------ | ----------------------------------------------------------------------------------------- |
| Julián Atehortúa 1    | 19. Juni 1983    | Kolumbien    | GW-Shimano-Envia-Gatorade                                                                 |
| Didier Chaparro       | 17. Juli 1987    | Kolumbien    |                                                                                           |
| Rodrigo Contreras 1   | 2. Juni 1994     | Kolumbien    | Colombia-Claro                                                                            |
| Juan Pablo Forero     | 3. August 1983   | Kolumbien    | Colombia-Claro                                                                            |
| Juan Alejandro García | 20. Juli 1983    | Kolumbien    | GW-Shimano-Envia-Gatorade                                                                 |
| Fernando Gaviria      | 19. August 1994  | Kolumbien    | Colombia-Claro                                                                            |
| Camilo Gómez          | 5. Oktober 1984  | Kolumbien    | Formesán-Bogotá Humana Spalte 1 Camilo Gómez Lebensdaten laut Artikel (* 5. Oktober 1984) |
| Javier Gómez          | 16. Oktober 1991 | Kolumbien    | Colombia-Claro                                                                            |
| Rónald Gómez          | 24. Februar 1991 | Kolumbien    | Formesán-Bogotá Humana                                                                    |
| Sebastián Henao       | 5. August 1993   | Kolumbien    | Team Sky                                                                                  |
| Daniel Jaramillo      | 15. Januar 1991  | Kolumbien    | Jamis-Hagens Berman                                                                       |
| Luis Felipe Laverde   | 6. Juli 1979     | Kolumbien    | Colombia-Claro                                                                            |
| John Martínez         | 13. Mai 1983     | Kolumbien    | Colombia-Claro                                                                            |
| Cristian Montoya      | 4. August 1989   | Kolumbien    | Colombia-Claro                                                                            |
| Salvador Moreno       | 18. April 1991   | Kolumbien    | Colombia-Claro                                                                            |
| Kevin Ríos            | 24. Januar 1993  | Kolumbien    |                                                                                           |
| Julián Rodas          | 2. Januar 1982   | Kolumbien    | Formesán-Bogotá Humana                                                                    |

## Platzierungen in UCI-Ranglisten
UCI America Tour
| Saison | Mannschaftswertung | Fahrerwertung               |
| ------ | ------------------ | --------------------------- |
| 2012   | 22.                | Álvaro Duarte (121.)        |
| 2013   | 14.                | Juan Alejandro García (81.) |